# Chuyển mạch gói

Minh hoạ cách truyền thông tin của kỹ thuật Chuyển mạch gói

Nối chuyển gói, hay đơn giản hơn chuyển gói, (Anh ngữ: packet switching), có nơi còn gọi là nối chuyển khung hay chuyển khung, là một loại kĩ thuật gửi dữ liệu từ máy tính nguồn tới nơi nhận (máy tính đích) qua mạng dùng một loại giao thức thoả mãn 3 điều kiện sau:
- Dữ liệu cần vận chuyển được chia nhỏ ra thành các gói (hay khung) có kích thước (size) và định dạng (format) xác định.
- Mỗi gói như vậy sẽ được chuyển riêng rẽ và có thể đến nơi nhận bằng các đường truyền (route) khác nhau. Như vậy, chúng có thể dịch chuyển trong cùng thời điểm
- Khi toàn bộ các gói dữ liệu đã đến nơi nhận thì chúng sẽ được hợp lại thành dữ liệu ban đầu.

Mỗi gói dữ liệu có kích thước được định nghĩa từ trước (đối với giao thức TCP/IP thì kích thước tối đa của nó là 1500 bytes) và thường bao gồm 3 phần:
- Phần mào đầu (header): chứa địa chỉ máy gửi, địa chỉ máy nhận và các thông tin về loại giao thức sử dụng và số thứ tự của gói.
- Phần tải dữ liệu (data hay payload): là một trong những đoạn dữ liệu gốc đã được cắt nhỏ.
- Phần đuôi (trailer): bao gồm tín hiệu kết thúc gói và thông tin sửa lỗi dữ liệu (data correction).

Kĩ thuật này rất hiệu quả để vận chuyển dữ liệu trong các mạng phức tạp bao gồm rất nhiều hệ thống máy tính nối với nhau.

## Các đặc điểm
1. Không cần phải hoàn tất một mạch liên tục nối từ máy gửi đến máy nhận (xem thêm về kĩ thuật chuyển mạch được dùng trong các đường dây điện thoại). Thay vào đó là các đường truyền dữ liệu giữa các bộ chuyển mạch (switcher) sẽ được thiết lập một cách tạm thời từng cặp một để làm trung gian vận chuyển (hay trung chuyển) các gói từ máy nguồn cho đến khi tới được địa chỉ máy nhận.
2. Các đoạn mạch nối trung chuyển cũng không cần phải thiết lập từ trước mà chỉ cho đến khi có gói cần vận chuyển thì mới thành hình.
3. Trong trường hợp tắc nghẽn hay sự cố, các gói dữ liệu có thể trung chuyển bằng con đường thông qua các máy tính trung gian khác.
4. Dữ liệu vận chuyển bằng các gói sẽ tiết kiệm thời gian hơn là việc gửi trọn vẹn một dữ liệu cỡ lớn vì trong trường hợp dữ liệu thất lạc (hay hư hại) thì máy nguồn chỉ việc gửi lại đúng gói đã bị mất (hay bị hư) thay vì phải gửi lại toàn bộ dữ liệu gốc.
5. Trong mạng phức tạp thì việc vận chuyển sẽ không cần (và cũng không thể) biết trước được các gói dữ liệu sẽ được chuyển theo ngõ nào.
6. Kỹ thuật này cho phép nối gần như với số lượng bất kì các máy tính. Thực tế, nó chỉ bị giới hạn bởi khả năng cho phép của giao thức cũng như khả năng nối vào mạng của các bộ chuyển mạch với các máy.
7. Vì có thể được gửi đi qua các đường trung chuyển khác nhau nên thời gian vận chuyển của mỗi gói từ máy nguồn đến máy đích có thể hoàn toàn khác nhau. Và thứ tự các gói đến được máy đích cũng có thể không theo thứ tự như khi gửi đi.

## Một số giao thức dùng kĩ thuật chuyển mạch gói
- TCP/IP được dùng trong Internet
- X25
- Frame Relay
- IPX/SPX

## Danh từ đồng nghĩa
- Chuyển mạch khung (frame switching)

## Phân biệt với khái niệm
- Chuyển mạch (circuit switching)
- Công nghệ chuyển mạch (switching technology)
- Chuyển gói mạch ảo (virtual circuit packet switching)